# Medagliati olimpici nella canoa
Elenco dei vincitori di medaglia olimpica nella canoa. A partire dai Giochi Olimpici di Tokyo 2020, le competizioni di canoa, sia slalom sia velocità, sono state aperte anche alle donne.

## Albo d'oro

### Slalom

#### C-1 maschile
| Edizione                                                   | Oro                                            | Argento                                  | Bronzo                                   |
| ---------------------------------------------------------- | ---------------------------------------------- | ---------------------------------------- | ---------------------------------------- |
| Monaco di Baviera 1972                                     | Reinhard Eiben                                 | Reinhold Kauder                          | James McEwan                             |
| Evento non incluso nel programma olimpico dal 1976 al 1988 |                                                |                                          |                                          |
| Barcellona 1992                                            | Lukáš Pollert                                  | Gareth Marriott                          | Jacky Avril                              |
| Atlanta 1996                                               | Michal Martikán                                | Lukáš Pollert                            | Patrice Estanguet                        |
| Sydney 2000                                                | Tony Estanguet                                 | Michal Martikán                          | Juraj Minčík                             |
| Atene 2004                                                 | Tony Estanguet                                 | Michal Martikán                          | Stefan Pfannmöller                       |
| Pechino 2008                                               | Michal Martikán                                | David Florence                           | Robin Bell                               |
| Londra 2012                                                | Tony Estanguet                                 | Sideris Tasiadis                         | Michal Martikán                          |
| Rio de Janeiro 2016                                        | Denis Gargaud Chanut                           | Matej Beňuš                              | Takuya Haneda                            |
| Tokyo 2020                                                 | Benjamin Savšek                                | Lukáš Rohan                              | Sideris Tasiadis                         |
| Parigi 2024                                                | Nicolas Gestin                                 | Adam Burgess                             | Matej Beňuš                              |
| Atleta meglio premiato: Tony Estanguet (3/0/0)             | Atleta meglio premiato: Tony Estanguet (3/0/0) | Nazione meglio premiata: Francia (5/0/2) | Nazione meglio premiata: Francia (5/0/2) |

#### C-1 femminile
| Edizione                                    | Oro                                         | Argento                          | Bronzo                           |
| ------------------------------------------- | ------------------------------------------- | -------------------------------- | -------------------------------- |
| Tokyo 2020                                  | Jessica Fox                                 | Mallory Franklin                 | Andrea Herzog                    |
| Parigi 2024                                 | Jessica Fox                                 | Elena Lilik                      | Evy Leibfarth                    |
| Atleta meglio premiato: Jessica Fox (2/0/0) | Atleta meglio premiato: Jessica Fox (2/0/0) | Nazione meglio premiata: (2/0/0) | Nazione meglio premiata: (2/0/0) |

### Velocità

#### Maschile

##### C-1 1.000m
| Edizione                                                          | Oro                                                               | Argento                                   | Bronzo                                    |
| ----------------------------------------------------------------- | ----------------------------------------------------------------- | ----------------------------------------- | ----------------------------------------- |
| Parigi 1924                                                       | Roy Nurse                                                         | Harry Greenshields                        | A. A. Lindsay                             |
| Berlino 1936                                                      | Frank Amyot                                                       | Bohuslav Karlík                           | Erich Koschik                             |
| Londra 1948                                                       | Josef Holeček                                                     | Douglas Bennett                           | Robert Boutigny                           |
| Helsinki 1952                                                     | Josef Holeček                                                     | János Parti                               | Olavi Ojanperä                            |
| Melbourne 1956                                                    | Leon Rotman                                                       | István Hernek                             | Gennadij Bucharin                         |
| Roma 1960                                                         | János Parti                                                       | Aleksandr Silaev                          | Leon Rotman                               |
| Tokyo 1964                                                        | Jürgen Eschert                                                    | Andrei Igorov                             | Evgenij Penjaev                           |
| Città del Messico 1968                                            | Tibor Tatai                                                       | Detlef Lewe                               | Vitalij Galkov                            |
| Monaco di Baviera 1972                                            | Ivan Patzaichin                                                   | Tamás Wichmann                            | Detlef Lewe                               |
| Montréal 1976                                                     | Matija Ljubek                                                     | Vasilij Jurčenko                          | Tamás Wichmann                            |
| Mosca 1980                                                        | Ljubomir Ljubenov                                                 | Sergej Postrechin                         | Eckhard Leue                              |
| Los Angeles 1984                                                  | Ulrich Eicke                                                      | Larry Cain                                | Henning Lynge Jakobsen                    |
| Seul 1988                                                         | Ivans Klementjevs                                                 | Jörg Schmidt                              | Nikolaj Buhalov                           |
| Barcellona 1992                                                   | Nikolaj Buhalov                                                   | Ivans Klementjevs                         | György Zala                               |
| Atlanta 1996                                                      | Martin Doktor                                                     | Ivans Klementjevs                         | György Zala                               |
| Sydney 2000                                                       | Andreas Dittmer                                                   | Ledis Balceiro                            | Stephen Giles                             |
| Atene 2004                                                        | David Cal                                                         | Andreas Dittmer                           | Attila Vajda                              |
| Pechino 2008                                                      | Attila Vajda                                                      | David Cal                                 | Thomas Hall                               |
| Londra 2012                                                       | Sebastian Brendel                                                 | David Cal                                 | Mark Oldershaw                            |
| Rio de Janeiro 2016                                               | Sebastian Brendel                                                 | Isaquias Queiroz                          | Il'ja Štokalov                            |
| Tokyo 2020                                                        | Isaquias Queiroz                                                  | Liu Hao                                   | Serghei Tarnovschi                        |
| Parigi 2024                                                       | Martin Fuksa                                                      | Isaquias Queiroz                          | Serghei Tarnovschi                        |
| Atleta meglio premiato: Josef Holeček e Sebastian Brendel (2/0/0) | Atleta meglio premiato: Josef Holeček e Sebastian Brendel (2/0/0) | Nazione meglio premiata: Ungheria (3/3/4) | Nazione meglio premiata: Ungheria (3/3/4) |

##### C-2 500m
| Edizione                                                   | Oro                                                       | Argento                                        | Bronzo                                         |
| ---------------------------------------------------------- | --------------------------------------------------------- | ---------------------------------------------- | ---------------------------------------------- |
| Montréal 1976                                              | Unione Sovietica Serhij Petrenko - Aleksandr Vinogradov   | Polonia Jerzy Opara - Andrzej Gronowicz        | Ungheria Tamás Buday - Oszkár Frey             |
| Mosca 1980                                                 | Ungheria László Foltán - István Vaskúti                   | Romania Ivan Patzaichin - Petre Capusta        | Bulgaria Borislav Ananiev - Nikolaj Ilkov      |
| Los Angeles 1984                                           | Jugoslavia Matija Ljubek - Mirko Nišović                  | Romania Ivan Patzaichin - Toma Simionov        | Spagna Enrique Míguez - Narcisco Suárez        |
| Seul 1988                                                  | Unione Sovietica Viktor Renejskij - Nicolae Juravschi     | Polonia Marek Dopierała - Marek Łbik           | Francia Philippe Renaud - Joël Bettin          |
| Barcellona 1992                                            | Squadra Unificata Dmitrij Dovgalënok - Aleksandr Masejkov | Germania Ulrich Papke - Ingo Spelly            | Bulgaria Martin Marinov - Blagovest Stojanov   |
| Atlanta 1996                                               | Ungheria György Kolonics - Csaba Horváth                  | Moldavia Viktor Renejskij - Nicolae Juravschi  | Romania Gheorghe Andriev - Grigore Obreja      |
| Sydney 2000                                                | Ungheria Ferenc Novák - Imre Pulai                        | Polonia Daniel Jędraszko - Paweł Baraszkiewicz | Romania Mitică Pricop - Florin Popescu         |
| Atene 2004                                                 | Cina Meng Guanliang - Yang Wenjun                         | Cuba Ibrahim Rojas - Ledis Balceiro            | Russia Aleksandr Kostoglod - Aleksandr Kovalëv |
| Pechino 2008                                               | Cina Meng Guanliang - Yang Wenjun                         | Russia Sergej Ulegin - Aleksandr Kostoglod     | Germania Christian Gille - Tomasz Wylenzek     |
| Evento non incluso nel programma olimpico dal 2012 al 2020 |                                                           |                                                |                                                |
| Parigi 2024                                                | Cina Liu Hao - Ji Bowen                                   | Italia Gabriele Casadei - Carlo Tacchini       | Spagna Joan Antoni Moreno - Diego Domínguez    |
| Nazione meglio premiata: Ungheria (3/0/1)                  |                                                           |                                                |                                                |

#### Femminile

##### C-1 200m
| Edizione                                       | Oro                                            | Argento                                               | Bronzo                                                |
| ---------------------------------------------- | ---------------------------------------------- | ----------------------------------------------------- | ----------------------------------------------------- |
| Tokyo 2020                                     | Nevin Harrison                                 | Laurence Vincent-Lapointe                             | Ljudmyla Luzan                                        |
| Parigi 2024                                    | Katie Vincent                                  | Nevin Harrison                                        | Yarisleidis Cirilo                                    |
| Atleta meglio premiato: Nevin Harrison (1/1/0) | Atleta meglio premiato: Nevin Harrison (1/1/0) | Nazione meglio premiata: Stati Uniti e Canada (1/1/0) | Nazione meglio premiata: Stati Uniti e Canada (1/1/0) |

##### C-2 500m
| Edizione                                                | Oro                                                     | Argento                                        | Bronzo                                           |
| ------------------------------------------------------- | ------------------------------------------------------- | ---------------------------------------------- | ------------------------------------------------ |
| Tokyo 2020                                              | Cina Xu Shixiao - Sun Mengya                            | Ucraina Lyudmila Luzan - Anastasia Četverikova | Canada Laurence Vincent-Lapointe - Katie Vincent |
| Parigi 2024                                             | Cina Xu Shixiao - Sun Mengya                            | Ucraina Liudmyla Luzan - Anastasiia Rybachok   | Canada Sloan MacKenzie - Katie Vincent           |
| Atleta meglio premiato: Xu Shixiao e Sun Mengya (2/0/0) | Atleta meglio premiato: Xu Shixiao e Sun Mengya (2/0/0) | Nazione meglio premiata: Cina (2/0/0)          | Nazione meglio premiata: Cina (2/0/0)            |

### Eventi non più in programma

#### Slalom

##### C-2
| Edizione                                                   | Oro                                                | Argento                                             | Bronzo                                             |
| ---------------------------------------------------------- | -------------------------------------------------- | --------------------------------------------------- | -------------------------------------------------- |
| Monaco di Baviera 1972                                     | Germania Est Walter Hofmann - Rolf-Dieter Amend    | Germania Ovest Wilhelm Baues - Hans-Otto Schumacher | Francia Jean-Louis Olry - Jean-Claude Olry         |
| Evento non incluso nel programma olimpico dal 1976 al 1988 |                                                    |                                                     |                                                    |
| Barcellona 1992                                            | Stati Uniti Joe Jacobi - Scott Strausbaugh         | Cecoslovacchia Jiří Rohan - Miroslav Šimek          | Francia Frank Adisson - Wilfrid Forgues            |
| Atlanta 1996                                               | Francia Frank Adisson - Wilfrid Forgues            | Rep. Ceca Jiří Rohan - Miroslav Šimek               | Germania André Ehrenberg - Michael Senft           |
| Sydney 2000                                                | Slovacchia Pavol Hochschorner - Peter Hochschorner | Polonia Krzysztof Kołomański - Michał Staniszewski  | Rep. Ceca Marek Jiras - Tomáš Máder                |
| Atene 2004                                                 | Slovacchia Pavol Hochschorner - Peter Hochschorner | Germania Marcus Becker - Stefan Henze               | Rep. Ceca Ondřej Štěpánek - Jaroslav Volf          |
| Pechino 2008                                               | Slovacchia Pavol Hochschorner - Peter Hochschorner | Rep. Ceca Ondřej Štěpánek - Jaroslav Volf           | Russia Michail Kuznecov - Dmitrij Larionov         |
| Londra 2012                                                | Gran Bretagna Tim Baillie - Etienne Stott          | Gran Bretagna David Florence - Richard Hounslow     | Slovacchia Pavol Hochschorner - Peter Hochschorner |
| Rio de Janeiro 2016                                        | Slovacchia Ladislav Škantár - Peter Škantár        | Gran Bretagna David Florence - Richard Hounslow     | Francia Gauthier Klauss - Matthieu Péché           |
| Nazione meglio premiata: Slovacchia (4/0/1)                |                                                    |                                                     |                                                    |

#### Velocità

##### C-1 200m
| Edizione                                    | Oro                                         | Argento                                  | Bronzo                                   |
| ------------------------------------------- | ------------------------------------------- | ---------------------------------------- | ---------------------------------------- |
| Londra 2012                                 | Jurij Čeban                                 | Jevgenijus Šuklinas                      | Ivan Štyl'                               |
| Rio de Janeiro 2016                         | Jurij Čeban                                 | Valentin Demyanenko                      | Isaquias Queiroz                         |
| Atleta meglio premiato: Jurij Čeban (2/0/0) | Atleta meglio premiato: Jurij Čeban (2/0/0) | Nazione meglio premiata: Ucraina (2/0/0) | Nazione meglio premiata: Ucraina (2/0/0) |

##### C-1 500m
Evento sostituito nel programma olimpico dai 200m.
| Edizione                                      | Oro                                           | Argento                                           | Bronzo                                            |
| --------------------------------------------- | --------------------------------------------- | ------------------------------------------------- | ------------------------------------------------- |
| Montréal 1976                                 | Aleksandr Rogov                               | John Wood                                         | Matija Ljubek                                     |
| Mosca 1980                                    | Sergej Postrechin                             | Ljubomir Ljubenov                                 | Olaf Heukrodt                                     |
| Los Angeles 1984                              | Larry Cain                                    | Henning Lynge Jakobsen                            | Costică Olaru                                     |
| Seul 1988                                     | Olaf Heukrodt                                 | Michał Śliwiński                                  | Martin Marinov                                    |
| Barcellona 1992                               | Nikolaj Buhalov                               | Michał Śliwiński                                  | Olaf Heukrodt                                     |
| Atlanta 1996                                  | Martin Doktor                                 | Slavomír Kňazovický                               | Imre Pulai                                        |
| Sydney 2000                                   | György Kolonics                               | Maksim Opalev                                     | Andreas Dittmer                                   |
| Atene 2004                                    | Andreas Dittmer                               | David Cal                                         | Maksim Opalev                                     |
| Pechino 2008                                  | Maksim Opalev                                 | David Cal                                         | Jurij Čeban                                       |
| Atleta meglio premiato: Maksim Opalev (1/1/1) | Atleta meglio premiato: Maksim Opalev (1/1/1) | Nazione meglio premiata: Unione Sovietica (2/1/0) | Nazione meglio premiata: Unione Sovietica (2/1/0) |

##### C-1 10.000m
| Edizione       | Oro             | Argento      | Bronzo            |
| -------------- | --------------- | ------------ | ----------------- |
| Londra 1948    | František Čapek | Frank Havens | Norman Lane       |
| Helsinki 1952  | Frank Havens    | Gábor Novák  | Alfréd Jindra     |
| Melbourne 1956 | Leon Rotman     | János Parti  | Gennadij Bucharin |

##### C-2 1.000m
| Edizione                                 | Oro                                                     | Argento                                               | Bronzo                                            |
| ---------------------------------------- | ------------------------------------------------------- | ----------------------------------------------------- | ------------------------------------------------- |
| Parigi 1924                              | Canada Harry Greenshields - A. A. Lindsay               | Canada Roy Nurse - G. M. Duncan                       | Stati Uniti K. M. Knight - Harry Knight Jr.       |
| Berlino 1936                             | Cecoslovacchia Jan Brzák-Felix - Vladimír Syrovátka     | Austria Rupert Weinstabl - Karl Proisl                | Canada Frank Saker - Harvey Charters              |
| Londra 1948                              | Cecoslovacchia Jan Brzák-Felix - Bohumil Kudrna         | Stati Uniti Steven Lysak - Stephen Macknowski         | Francia Georges Dransart - Georges Gandil         |
| Helsinki 1952                            | Danimarca Bent Peder Rasch - Finn Haunstoft             | Cecoslovacchia Jan Brzák-Felix - Bohumil Kudrna       | Germania Ovest Egon Drews - Wilfried Soltau       |
| Melbourne 1956                           | Romania Alexe Dumitru - Simion Ismailciuc               | Unione Sovietica Pavel Charin - Gracian Botev         | Ungheria Károly Wieland - Ferenc Mohácsi          |
| Roma 1960                                | Unione Sovietica Leanid Hejštar - Serhij Makarenko      | Italia Aldo Dezi - Francesco La Macchia               | Ungheria Imre Farkas - András Törő                |
| Tokyo 1964                               | Unione Sovietica Andrij Chimič - Stepan Oščepkov        | Francia Jean Boudehen - Michel Chapuis                | Danimarca Peer Nielsen - John Sørensen            |
| Città del Messico 1968                   | Romania Ivan Patzaichin - Serghei Covaliov              | Ungheria Tamás Wichmann - Gyula Petrikovics           | Unione Sovietica Naum Prokupec - Michail Zamotin  |
| Monaco di Baviera 1972                   | Unione Sovietica Vladas Česiūnas - Jurij Lobanov        | Romania Ivan Patzaichin - Serghei Covaliov            | Bulgaria Fedja Damjanov - Ivan Burčin             |
| Montréal 1976                            | Unione Sovietica Serhij Petrenko - Aleksandr Vinogradov | Romania Gheorge Danielov - Gheorghe Simionov          | Ungheria Tamás Buday - Oszkár Frey                |
| Mosca 1980                               | Romania Ivan Patzaichin - Toma Simionov                 | Germania Est Olaf Heukrodt - Uwe Madeja               | Unione Sovietica Vasilij Jurčenko - Jurij Lobanov |
| Los Angeles 1984                         | Romania Ivan Patzaichin - Toma Simionov                 | Jugoslavia Matija Ljubek - Mirko Nišović              | Francia Didier Hoyer - Eric Renaud                |
| Seul 1988                                | Unione Sovietica Viktor Renejskij - Nicolae Juravschi   | Germania Est Olaf Heukrodt - Ingo Spelly              | Polonia Marek Dopierała - Marek Łbik              |
| Barcellona 1992                          | Germania Ulrich Papke - Ingo Spelly                     | Danimarca Arne Nielsson - Christian Frederiksen       | Francia Didier Hoyer - Olivier Boivin             |
| Atlanta 1996                             | Germania Andreas Dittmer - Gunar Kirchbach              | Romania Marcel Glăvan - Antonel Borșan                | Ungheria Csaba Horváth - György Kolonics          |
| Sydney 2000                              | Romania Florin Popescu - Mitică Pricop                  | Cuba Ibrahim Rojas - Leobaldo Pereira                 | Germania Stefan Uteß - Lars Kober                 |
| Atene 2004                               | Germania Christian Gille - Tomasz Wylenzek              | Russia Aleksandr Kostoglod - Aleksandr Kovalëv        | Ungheria György Kozmann - György Kolonics         |
| Pechino 2008                             | Bielorussia Andrėj Bahdanovič - Aljaksandr Bahdanovič   | Germania Christian Gille - Tomasz Wylenzek            | Ungheria György Kozmann - Tamás Kiss              |
| Londra 2012                              | Germania Peter Kretschmer - Kurt Kuschela               | Bielorussia Andrėj Bahdanovič - Aljaksandr Bahdanovič | Russia Aleksej Korovaškov - Il'ja Pervuchin       |
| Rio de Janeiro 2016                      | Germania Sebastian Brendel - Jan Vandrey                | Brasile Erlon Silva - Isaquias Queiroz                | Ucraina Dmytro Jančuk - Taras Miščuk              |
| Tokyo 2020                               | Cuba Serguey Torres - Fernando Jorge                    | Cina Liu Hao - Zheng Pengfei                          | Germania Sebastian Brendel - Tim Hecker           |
| Nazione meglio premiata: Romania (5/3/0) |                                                         |                                                       |                                                   |

##### C-2 10.000m
| Edizione       | Oro                                           | Argento                                  | Bronzo                                      |
| -------------- | --------------------------------------------- | ---------------------------------------- | ------------------------------------------- |
| Berlino 1936   | Cecoslovacchia Václav Mottl - Zdeněk Škrland  | Canada Frank Saker - Harvey Charters     | Austria Rupert Weinstabl - Karl Proisl      |
| Londra 1948    | Stati Uniti Steven Lysak - Stephen Macknowski | Cecoslovacchia Václav Havel - Jiří Pecka | Francia Georges Dransart - Georges Gandil   |
| Helsinki 1952  | Francia Georges Turlier - Jean Laudet         | Canada Kenneth Lane - Donald Hawgood     | Germania Ovest Egon Drews - Wilfried Soltau |
| Melbourne 1956 | Unione Sovietica Pavel Charin - Gracian Botev | Francia Georges Dransart - Marcel Renaud | Ungheria Imre Farkas - József Hunics        |